# Terry Harkin
John Terence Harkin (Londonderry, 14 settembre 1941) è un ex calciatore nordirlandese, di ruolo attaccante.
Harkin fu tra i promotori, insieme ad altri tre ex-calciatori (Tony O'Doherty, Eamonn McLaughlin e Eddie Mahon, che formarono la cosiddetta Gang of Four), del movimento apolitico che portò all'accesso del club nordirlandese del Derry City alla League of Ireland nel 1985.

## Carriera

### Club
Harkin inizia la carriera nel Coleraine, ove risulta con sei reti il miglior marcatore nella storia del club in un singolo incontro, marcature segnate il 27 aprile 1961 nella vittoria per 9-0 contro il Derry City.
Nel 1962 si trasferisce in Inghilterra per giocare nel Port Vale, club di terza divisione.
Nel 1964 passa al Crewe Alexandra, con cui ottiene il decimo posto nella Fourth Division 1964-1965. Dopo un inizio difficile, grazie ai consigli dell'allenatore Ernie Tagg, Harkin riuscì a segnare con continuità, attirando l'attenzione di club di livello superiore come il Cardiff City, che lo ingaggiò per £12.000 per giocare nella serie cadetta inglese. La stagione 1965-1966 si concluse con la salvezza del club gallese che evitò la retrocessione per un punto.
Dopo aver provato a tornare al Crewe Alexandra che non poté ingaggiarlo per le difficoltà economiche in cui si trovava, nel 1967 torna in quarta serie, per giocare nel Notts County, ottenendo il ventesimo posto nella Fourth Division 1966-1967.
Nel 1968 torna a giocare nella terza serie, in forza al Southport e poi al Shrewsbury Town, restandovi sino al 1971.
Nel 1971 si sposta in Irlanda per giocare con il Finn Harps, squadra nel quale militerà sino al 1978. Con il club di Ballybofey vinse la FAI Cup nell'edizione 1973-1974, la Dublin City Cup nel 1972, oltre che raggiungere in tre occasioni il secondo posto in campionato. Durante la sua militanza con il Finn Harps fu capocannoniere nel torneo 1972-1973 con 20 reti, a pari merito con Alfie Hale.
L'esperienza al Finn Harps fu interrotta solo nell'estate 1973 quando militò con i canadesi del Toronto Metros. Con la franchigia di Toronto raggiunse le semifinali della North American Soccer League 1973, perse contro i futuri campioni del Philadelphia Atoms.
Nella stagione 1978-1979 passa al Dundalk, con cui vince il campionato e la FAI Cup 1978-1979.
Chiuderà la carriera agonistica nel 1981 nel Finn Harps.

### Nazionale
Dal 1968 al 1970 Harkin giocò cinque incontri con la nazionale nordirlandese, segnando le sue uniche due reti con la maglia della nazionale contro la Turchia l'11 dicembre 1968 nelle qualificazioni al campionato mondiale di calcio 1970.

## Statistiche

### Cronologia presenze e reti in nazionale
| Cronologia completa delle presenze e delle reti in nazionale ― Irlanda del Nord | Cronologia completa delle presenze e delle reti in nazionale ― Irlanda del Nord | Cronologia completa delle presenze e delle reti in nazionale ― Irlanda del Nord | Cronologia completa delle presenze e delle reti in nazionale ― Irlanda del Nord | Cronologia completa delle presenze e delle reti in nazionale ― Irlanda del Nord | Cronologia completa delle presenze e delle reti in nazionale ― Irlanda del Nord | Cronologia completa delle presenze e delle reti in nazionale ― Irlanda del Nord | Cronologia completa delle presenze e delle reti in nazionale ― Irlanda del Nord |
| Data                                                                            | Città                                                                           | In casa                                                                         | Risultato                                                                       | Ospiti                                                                          | Competizione                                                                    | Reti                                                                            | Note                                                                            |
| ------------------------------------------------------------------------------- | ------------------------------------------------------------------------------- | ------------------------------------------------------------------------------- | ------------------------------------------------------------------------------- | ------------------------------------------------------------------------------- | ------------------------------------------------------------------------------- | ------------------------------------------------------------------------------- | ------------------------------------------------------------------------------- |
| 28-02-1968                                                                      | Wrexham                                                                         | Galles                                                                          | 2 – 0                                                                           | Irlanda del Nord                                                                | Qual. Euro 1968                                                                 | -                                                                               |                                                                                 |
| 11-12-1968                                                                      | Istanbul                                                                        | Turchia                                                                         | 0 – 3                                                                           | Irlanda del Nord                                                                | Qual. Mondiali 1970                                                             | 2                                                                               |                                                                                 |
| 10-05-1969                                                                      | Belfast                                                                         | Irlanda del Nord                                                                | 0 – 0                                                                           | Galles                                                                          | Torneo Interbritannico 1969                                                     | -                                                                               |                                                                                 |
| 22-10-1969                                                                      | Mosca                                                                           | Unione Sovietica                                                                | 2 – 0                                                                           | Irlanda del Nord                                                                | Qual. Mondiali 1970                                                             | -                                                                               |                                                                                 |
| 11-11-1970                                                                      | Madrid                                                                          | Spagna                                                                          | 3 – 0                                                                           | Irlanda del Nord                                                                | Qual. Euro 1972                                                                 | -                                                                               |                                                                                 |
| Totale                                                                          |                                                                                 | Presenze                                                                        | 5                                                                               |                                                                                 | Reti                                                                            | 2                                                                               |                                                                                 |

## Palmarès

### Club

#### Competizioni nazionali
- Campionato irlandese: 1

Dundalk: 1978-1979
- FAI Cup: 2

Finn Harps: 1973-1974
Dundalk: 1978-1979
- Dublin City Cup: 1

Finn Harps: 1971-1972

### Individuale
- Capocannoniere del campionato irlandese: 1

1972-1973 (20 gol)